# Міттенвільє-Вериньї
Міттенвільє-Вериньї (фр. Mittainvilliers-Vérigny) — муніципалітет у Франції, у регіоні Центр — Долина Луари, департамент Ер і Луар. Міттенвільє-Вериньї утворено 1 січня 2016 року шляхом злиття муніципалітетів Міттенвільє i Вериньї. Адміністративним центром муніципалітету є Міттенвільє. Населення — 799 осіб (01.01.2021).